# Chernigov
Chernigov, ou Cherniguive, (em ucraniano:  Чернігів, transl. Tchernihiv; em russo:  Чернигов, transl. Tchernigov; em polonês/polaco:  Czernihów), é uma histórica cidade do norte da Ucrânia. É o centro administrativo do óblast de Cherniguive, assim como do distrito (raion) de Tchernihivski dentro do óblast. A população estimada da cidade, em janeiro de 2006, era de cerca de 299 609 habitantes.

## História

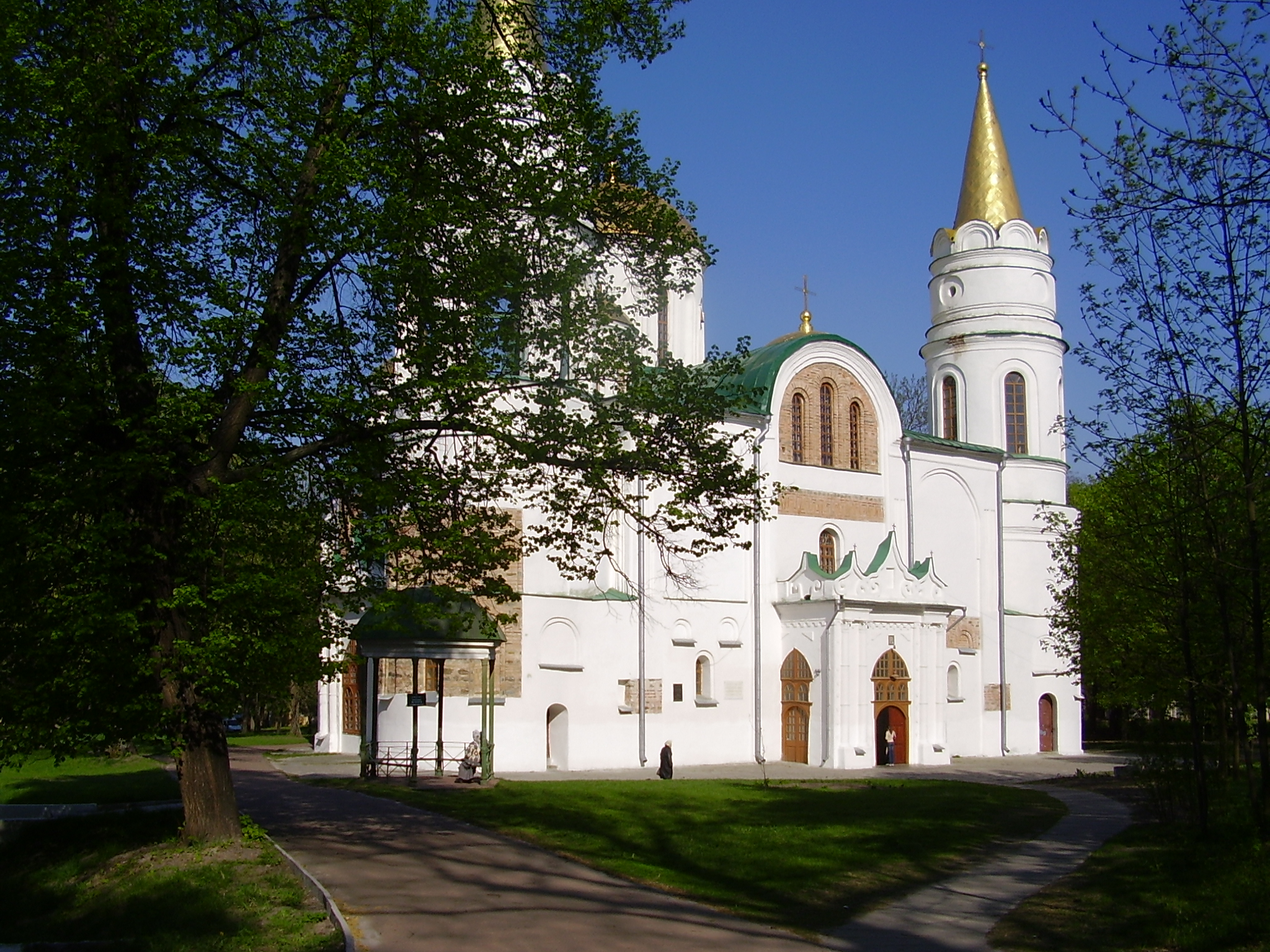
A Catedral Jesus Cristo, Salvador de Cherniguive (década de 1030) é a mais antiga da Ucrânia

Cherniguive foi pela primeira vez mencionada no Tratado rus'-bizantino de 907 (como Черниговъ), mas é considerado que já existia, pelo menos desde o século IX, como comprovam os artefatos descobertos, nas escavações arqueológicas locais, originários do Grão-Canato Cazar. Até o final do século X, provavelmente a cidade teve seus próprios governantes. Foi lá que o Túmulo Negro, um dos maiores e mais antigos túmulos reais pré-históricos da Europa Oriental, foi escavado no século XIX.
Na parte sul da Rússia de Kiev a cidade foi a segunda em importância e riqueza. Desde o início do século XI ela foi a sede do poderoso Principado de Czernicóvia, cujos governantes, por vezes, rivalizavam em poder com os príncipes de Kiev e frequentemente os destronavam e ocupavam seus lugares. O principado foi o maior da Rússia de Kiev e incluía não apenas as cidades da Sevéria, mas também remotas regiões como Murom, Riazã e Tamatarcha. A era dourada de Cherniguive, foi quando sua população atingiu a marca de 25 milhares de habitantes e durou até 1239, quando a cidade foi saqueada pela horda mongol de Batu Cã e a partir daí iniciou-se um longo período de declínio econômico e político.

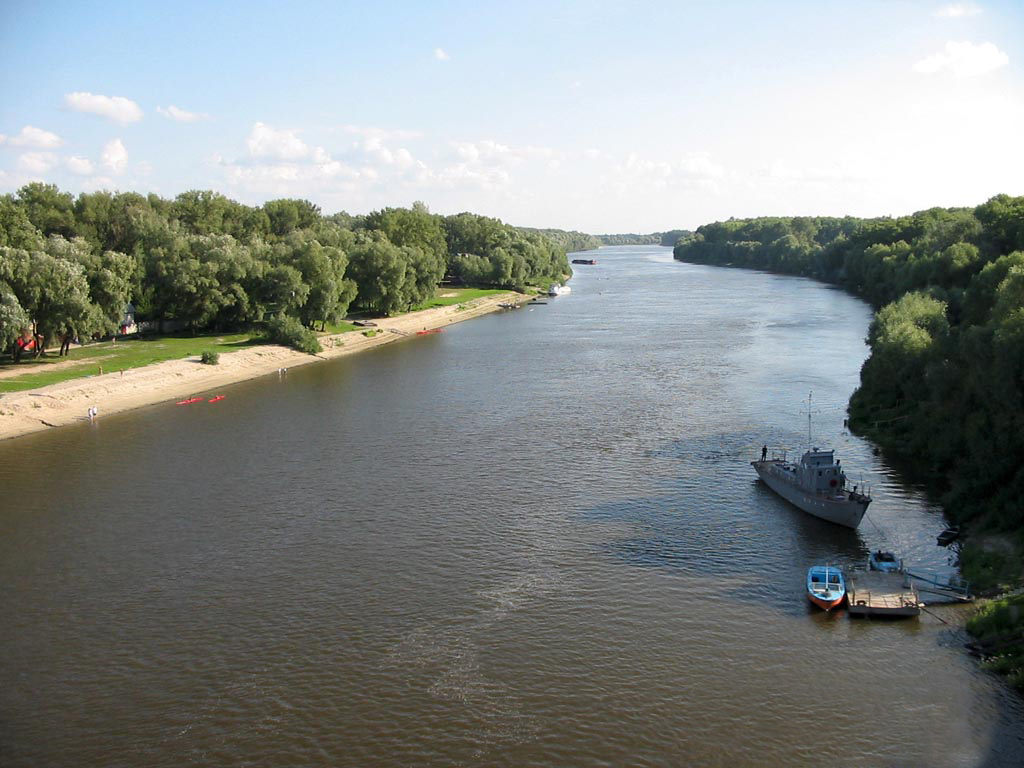
O rio Desna em Cherniguive, Ucrânia

A área passou para o domínio do Grão-Ducado da Lituânia em 1353. A cidade foi novamente incendiada pelo cã da Crimeia Meñli I Giray em 1482 e em  1497. Do século XV ao XVII a cidade fez várias vezes parte dos territórios da Lituânia, da Moscóvia (1408–1420 e a partir de 1503) e da República das Duas Nações (1618–1648), quando ela recebeu os privilégios de cidade em 1623 e em 1635 tornou-se a sede da voivodia de Czernihów. A importância da área cresceu novamente no meio do século XVII durante e após a Revolta de Chmielnicki, quando a cidade se tornou sede dos regimentos cossacos.
Sob o Tratado de Andrusovo de 1667, a suzerania legal da área foi concedida à Rússia Moscovita, com Cherniguivepermanecendo um centro importante do autônomo Hetmanado Cossaco. Com a dissolução do Hetmanado, a cidade tornou-se um centro administrativo comum do Império Russo e capital das unidades administrativas locais. A área, em geral, foi governada pelo Governador-Geral indicado por São Petersburgo, a capital imperial, e Cherniguive foi a capital da namestnichestvo (província) local (a partir de 1782), Malorosiyskaia ou Pequena Rússia (a partir de 1797) e Tchernigovskaia (a partir de  1808) guberniya.

## O centro da cidade

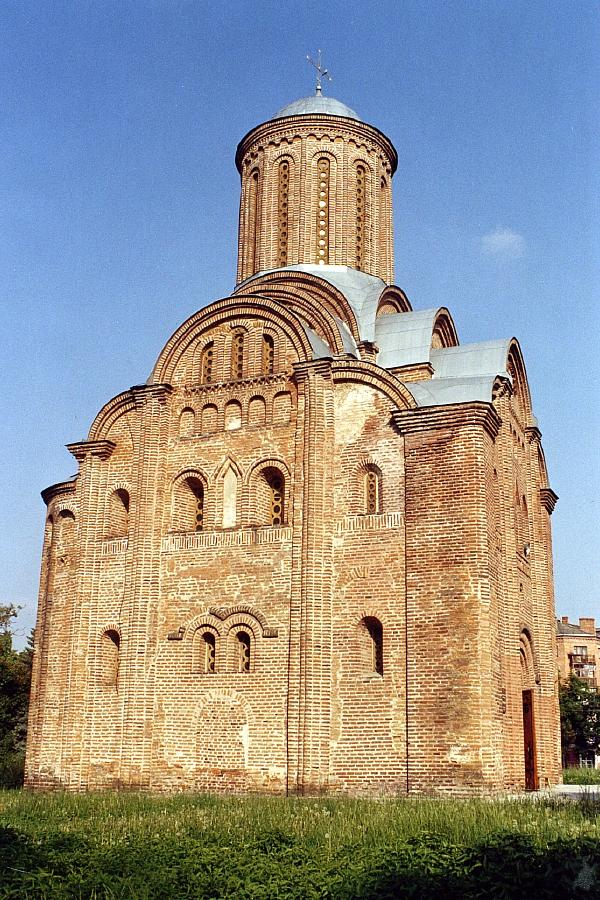
A igreja de São Paraskevi (ca. 1201, restaurada depois da Segunda Guerra Mundial)

Os monumentos arquitetônicos de Cherniguive representam dois momentos de maior florescimento da história da cidade — aquele da Rússia de Kiev (séculos XI-XII) e o do Hetmanado Cossaco (final do século XVII e início do XVIII).
A mais antiga igreja da cidade e de toda a Ucrânia é a Catedral Jesus Cristo, Salvador, cuja construção teve início nos primeiros anos da década de 1030 por Mistislau, o Audaz e completada várias décadas mais tarde por seu irmão, Jaroslau I, o Sábio. A Catedral dos Santos Bóris e Glebo, datando do meio do século XII, foi várias vezes reconstruída em diferentes períodos, antes de ser restaurada e voltar ao seu projeto original, no século XX. Construída em tijolos, ela tem um único domo e seis pilares. A principal obra dos mestres de Cherniguive foi a igreja primorosa de São Paraskeba (Pyatnitskaya), construída na mudança do século XII para o XIII. A graciosa construção foi seriamente danificada na Segunda Guerra Mundial; sua original aparência medieval foi reconstruída por intermédio do projeto do arquiteto e restaurador russo Peter Baranovsky.
Os mais antigos prédios residenciais do centro da cidade datam do final do século XVII, o período da existência do regimento cossaco na cidade. As duas residências mais representativas são aquelas do Polkovnyk Lyzohub (década de 1690) e a do Polkovnyk Polubutok (década de 1700). A antiga mansão, popularmente conhecida como a Casa de Ivan Mazepa, costumava abrigar a chancelaria do regimento. Uma das estruturas cossacas mais profusamente decorada é sem dúvida o colégio eclesiástico, encimado por uma torre de sino (1702). A residência do arcebispo foi construída próxima a ela na década de 1780. A igreja de Santa Catarina (1715), com suas cinco cúpulas douradas, tradição da arquitetura ucraniana, parece ter sido planejada para comemorar as façanhas do regimento durante as campanhas de Azov em 1696.

## Monastérios

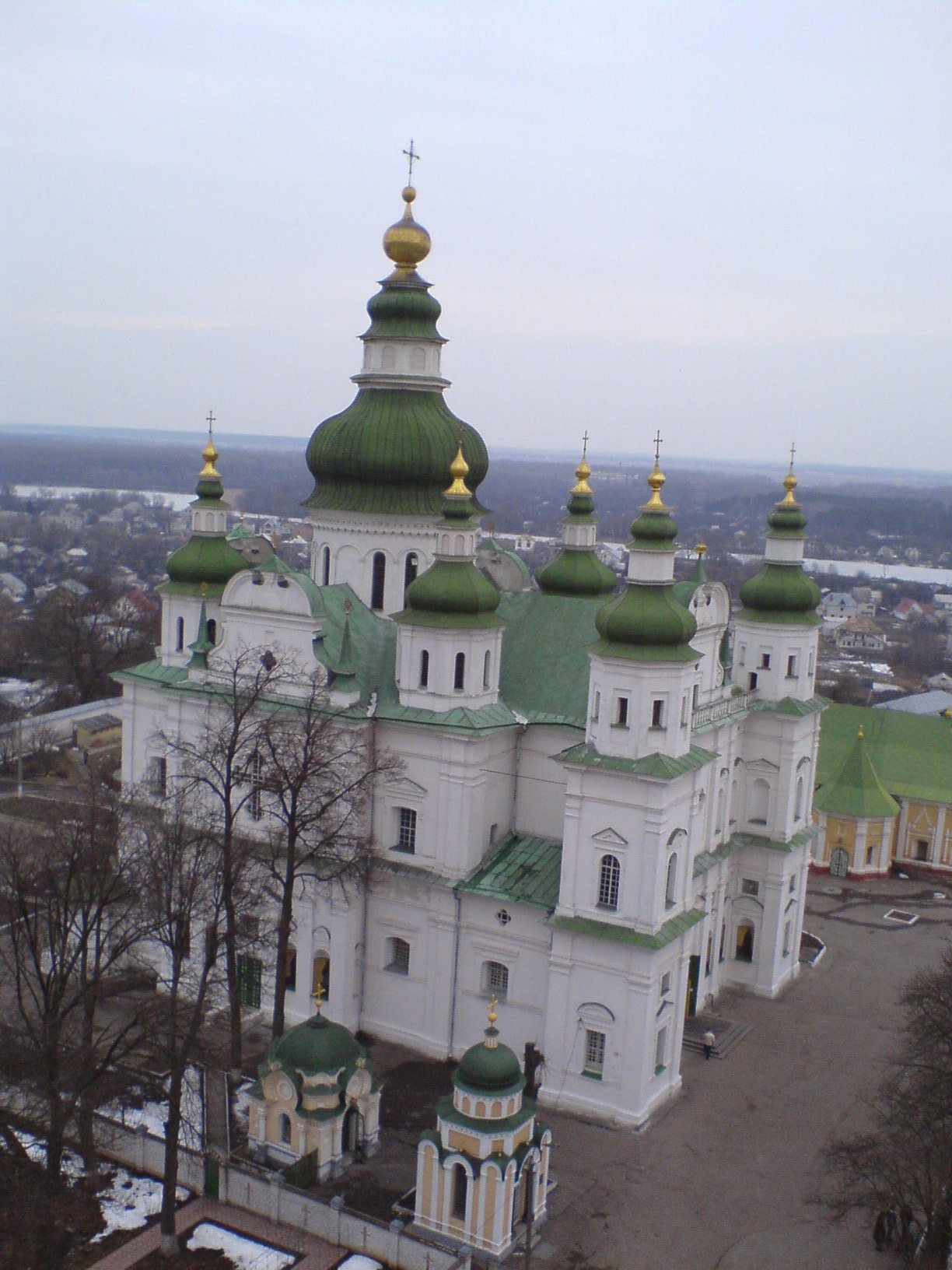
Catedral e monastério da Santíssima Trindade, estilo barroco do século XVII

Mesmo nos períodos mais difíceis de sua história, Cherniguive manteve a sua importância eclesiástica como sede de bispado ou arcebispado. Nos arredores da moderna cidade são encontrados dois monastérios construídos em cavernas, antigamente utilizados como residências de bispos.
As cavernas do Monastério de Eletsky são anteriores àquelas do Monastério das Cavernas de Kiev. Sua magnífica catedral de seis pilares foi erguida no fim do século XI e início do XII; algumas ruínas de suas muralhas de 750 anos ainda podem ser vistas no seu interior. Depois que suas cúpulas ruíram em 1611, elas foram aumentadas e reconstruídas no estilo barroco ucraniano. As paredes, as celas monásticas e a torre do sino são todas do século XVII. A casa da Irmã-superiora, próxima ao edifício, é considerada a construção residencial mais antiga de toda a região da margem esquerda ucraniana do rio Dniepre. O ícone mais sagrado do mosteiro é aquela da Teótoco, que fez sua epifania a Esvetoslau II em 6 de fevereiro de 1060. O ícone, chamado de Eletskaya pintado em madeira de pinho, foi trazido de Moscou pelos descendentes de Esvetoslau em 1579.
A caverna próxima do monastério de Santo Elijah e da Santíssima Trindade possui uma pequena igreja, que foi construída há oitocentos anos. A espaçosa catedral da Trindade, um dos mais imponentes monumentos do barroco cossaco, foi erguida entre 1679 e 1689. Seu refeitório, adjacente à igreja da Apresentação ao Templo, foi concluído em 1679. Há também os muros fortificados, celas monásticas e a torre de vigia de cinco andares da década de 1780.
Outras abadias históricas podem ser visitadas nos arredores de Cherniguive; como as de Kozelets e Hustynya que contêm magníficos exemplos da arquitetura nacional ucraniana. A região é servida pelo Aeroporto Tchernihiv Shestovitsa, que durante a Guerra Fria serviu de base aérea.